# Аконцио
Я́копо Ако́нчо (итал. Iacopo Aconcio), Джа́комо Ако́нцио (итал. Giacomo Aconzio) или Я́коб Ако́нциус (лат. Jacob Acontius; 7 сентября 1492 года, Тренто — ок. 1566 года, Лондон) — итальянский философ, юрист и теолог, проповедовавший терпимость и согласие в христианстве, и чьи сочинения издавались и переиздавались в XVI—XVII веках.
Доказывал, что сущность христианского учения могла быть сведена к некоторым общим началам, в число которых не входили пресуществление, Троица и тому подобные положения, часто порождавшие разноречия теологов и преследования инаковерующих.
Сведения о жизни Аконцио имеются в его письме к Вольфу под названием «De ratione beudorum librorum» (издано в Хемнице, 1791).

## Биография
Вначале был католиком. Приняв реформаторскую веру и опасаясь за свою жизнь, переехал в Страсбург, затем в Англию, где жил под покровительством английской королевы Елизаветы до конца своей жизни. От Елизаветы он получал пособия и пенсию.

## Сочинения
- «Confessio, Symbolum, norma fidei» — попытка Аконцио внести согласие в разнородные убеждения и секты протестантизма с помощью отбора для этого нескольких общих начал в одно общепротестантское верование. Его сочинение имело многих подражателей, но было плохо встречено римским духовенством и его приверженцами. Сочинение отличалось снисхождением ко всем разнородным учениям протестантских сект, в противоположность Кальвину, Лютеру и другим; оно вызвало, с одной стороны, обвинение в религиозном индифферентизме, с другой — большие похвалы.[3]
- «Libri VIII de stratagematibus Satanae» (8 книг о хитростях сатаны) — сочинение, пользовавшееся особенной известностью, посвящённое, с лестным предисловием, королеве Елизавете в благодарность за благодеяния, оказанные ей автору. Сочинение, направленное против римско-католического учения, в XVI—XVII веках издавалось не менее 10 раз — на латинском, французском и немецких языках (впервые в Базеле в 1565 году; по-немецки напечатано в 1647 году).[3]